# ماري فيلدز
ماري فيلدز (بالإنجليزية: Mary Fields)‏ هي ساعية البريد أمريكية، ولدت في 1832 في مقاطعة هيكمان في الولايات المتحدة، وتوفيت في 1914 في غريت فولز في الولايات المتحدة بسبب مرض الكبد.

## وصلات خارجية
- ماري فيلدز على موقع الموسوعة البريطانية (الإنجليزية)